# Gao Hongbo

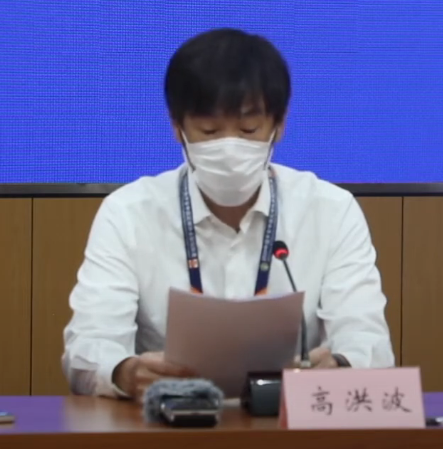
Gao Hongbo

Gao Hongbo (Beijing, 25 januari 1966) is een Chinees voetbaltrainer en voormalig voetballer.
Gao speelde als aanvaller in twee periodes voor Beijing Guoan en kwam ook uit voor Tiong Bahru CSC en Guangzhou Songri. Hij speelde tussen 1992 en 1997 in totaal 19 wedstrijden voor het Chinees voetbalelftal waarbij hij 7 doelpunten maakte. Op het Aziatisch kampioenschap voetbal 1992 werd hij met het nationale team derde.
Na zijn spelerscarrière werd hij coach en trainde verschillende Chinese clubs. Van 2009 tot 2011 was hij bondscoach van China en begeleidde het team tijdens het Aziatisch kampioenschap voetbal 2011. In september 2015 werd hij in China gepresenteerd als assistent-trainer bij ADO Den Haag maar fungeerde, omdat hij geen werkvergunning had, als stagiair of adviseur. In december 2015 keerde hij terug naar China. In februari 2016 werd Gao aangesteld als bondscoach van China voor de kwalificatie voor het wereldkampioenschap voetbal 2018. Hij stapte in oktober 2016 op. In april 2017 werd hij aangesteld als trainer van Beijing BG dat uitkomt in de Jia League. In augustus 2021 werd hij benoemd tot vicepresident van de Chinese voetbalbond (CFA).